# Nowiny (tygodnik rybnicki)
Tygodnik Regionalny „Nowiny” – czasopismo regionalne wydwane w latach 1956–2024. Ukazywało się raz na tydzień, w każdą środę, na terenie regionu południowo-zachodniego województwa śląskiego. Swoim zasięgiem obejmował powiaty: rybnicki, raciborski, wodzisławski, oraz miasta na prawach powiatu Rybnik, Żory i Jastrzębie-Zdrój. Siedziba redakcji znajdowała się w Rybniku. Tygodniowy nakład wynosił około 20 tys. egzemplarzy.
Pierwszy numer gazety ukazał się 23 grudnia 1956 roku, początkowo czasopismo zatytułowane było „Tygodnik Społeczno-Gospodarczy „Nowiny””. W 2019 roku gazeta została zakupiona przez Fundację Profesjologia Aktywizacji Rynku Pracy. Ostatni numer czasopisma ukazał się 18 grudnia 2024 roku, kolejny numer planowany był na 8 stycznia 2025 roku, nie został on jednak wydany. 8 stycznia 2025 roku na stronie internetowej czasopisma poinformowano o tym, że podjęto decyzję o zamknięciu tytułu.

## Redaktorzy naczelni
- Elżbieta Grabiec-Piersiak (do października 2017)
- Adrian Karpeta (listopad 2017 – lipiec 2021)
- Robert Lewandowski (2021–2022)
- Mateusz Staszek (2022–2024)